# ميغيل أنخيل غاموندي
ميغيل أنخيل غاموندي (مواليد 1 ديسمبر 1963) (بالإسبانية: Miguel Ángel Gamondi)‏ لاعب ومدرب كرة قدم أرجنتيني.

## مسيرته
وُلد غاموندي في مدينة أولافاريا، ولعب كرة القدم لصالح نادي فيروكاريل سود (Club Atlético y Biblioteca Ferrocarril Sud) المحلي.
بعد تقاعده من اللعب، تمكن غاموندي من تدريب العديد من الأندية في الأرجنتين.
في عام 2000، انتقل غاموندي إلى أفريقيا. انضم إلى المدرب الأرجنتيني أوسكار فيلوني كمدرب مساعد لمنتخب بوركينا فاسو في ديسمبر 2001، وبعد ذلك درّب عدة أندية مثل: أسيك أبيدجان، الوداد الرياضي، الترجي الرياضي، النجم الساحلي.
تم تعيينه مساعدًا للمدرب أنخيل كابا في نادي ماميلودي صن داونز الجنوب أفريقي سنة 2005. وفي ديسمبر 2007 تم تعيينه مدربا لنادي بلاتينيوم ستارز الجنوب أفريقي، وقادهُ إلى دور ال16 في كأس الكونفيدرالية الأفريقية 2008. في عام 2025 تم تعيينه مدرب لفريق النصر الليبي.

## روابط خارجية
- ميغيل أنخيل غاموندي على موقع قاعدة بيانات كرة القدم.إي يو (الإنجليزية)